# Pleurothallis micklowii
Pleurothallis micklowii är en orkidéart som beskrevs av Carlyle August Luer och Roberto Vásquez. Pleurothallis micklowii ingår i släktet Pleurothallis och familjen orkidéer.
Artens utbredningsområde är Bolivia. Inga underarter finns listade i Catalogue of Life.